# Villeneuve-l'Archevêque
Villeneuve-l'Archevêque es una comuna francesa situada en el departamento de Yonne, en la región de Borgoña-Franco Condado.

## Demografía
| 1365 | 1379 | 1348 | 1268 | 1170 | 1203 | 1112 |
| Para los censos de 1962 a 1999 la población legal corresponde a la población sin duplicidades (Fuente: INSEE [Consultar]) |      |      |      |      |      |      |